# SpaceShipTwo
SpaceShipTwo (celým názvem Scaled Composites Model 339 SpaceShipTwo) je projekt cestovního kosmického raketoplánu americké společnosti The Spaceship Company, která je joint venture mezi Scaled Composites (jež je uváděna jako její výrobce) a Virgin Galactic (která rozvíjí obchod vesmírné turistiky pro tento projekt).

## Návaznost a cíl projektu
Raketoplán navazuje na předchozí projekt SpaceShipOne; a je součástí programu Tier One, sponzorovaného Paulem Allenem, jehož společnosti Mojave Aerospace Ventures zase The Spaceship Company licensuje technologii v SpaceShipTwo.
Cílem projektu je vyvinout raketoplán pro dopravu vesmírných turistů do vesmírného prostoru (jako hranice vesmíru je stanovena vzdálenost 100 km nad povrchem Země – Kármánova hranice). Lety SpaceShipTwo představují tzv. balistické skoky; prvním balistickým skokem byl let amerického astronauta Alana Sheparda v lodi Freedom 7 (Mercury-Redstone 3).

## Technické parametry
- délka: 18,23 m
- rozpětí křídel: 8,23 m
- výška (v nejvyšším bodě): 4,57 m
- kabina: délka 3,66 m, průměr 2,28 m se třemi okny vepředu a 12 okénky (33 × 43 cm) po stranách a na stropě
- rychlost: 4200 km/h

## Starty
Zkušební lety probíhají na základně Edwards v poušti Mojave v Kalifornii. Raketoplán je nejdříve vynesen do výšky přibližně 15,2 km jedním z nosných letadel (dvoutrupovým White Knight Two), kde se od něj odpojí. Poté pokračuje pomocí hybridních raketových motorů ke svému apogeu, které je 110 km od povrchu Země.
Během roku 2009 se připravují první starty s posádkou z operačního střediska Spaceport America v Novém Mexiku. Galactic plánuje minimálně pět osmimístných raketoplánů (dva piloti, šest pasažérů) s dvěma mateřskými loděmi a postupně je vysílat na hranici vesmírného prostoru a to i denně, neboť o lety je velký zájem.
Richard Branson oznámil, že bývalý pilot F1 Niki Lauda podepsal dohodu, na jejímž základě bude trénovat pilotáž suborbitálních letadel SS2, vyvíjených pro společnost Virgin Galactic. Lauda měl pilotní průkaz, který mu umožňoval pilotovat i dopravní letadla, v roce 2019 však ve věku 70 let zemřel.
V prosinci 2009 Branson uvedl, že první lety se SpaceShipTwo by měly začít již v roce 2011. První vesmírné turisty bude čekat cesta do výšky kolem 104 km od Země a asi osmiminutová zkušenost stavu beztíže.
Dne 10. ledna 2014 byl proveden třetí, úspěšný test lodě i s dvoučlennou posádkou nad Mohavskou pouští.
Dne 31. října 2014 raketoplán SpaceShipTwo havaroval nad Mohavskou pouští v Kalifornii kvůli předčasnému uvolnění pojistek křídel. Stroj se rozpadl ve vzduchu. Pilot Peter Siebold se během rozpadu kokpitu i se sedačkou ocitl mimo trosky a podařilo se mu uvolnit padák. Druhý pilot Michael Alsbury byl nalezen mrtvý v troskách letadla.
29. května 2018 SpaceShipTwo, VSS Unity, prodělal úspěšný start z Mohavské pouště. Vystoupal do výšky 34,9 km s maximální rychlostí 1,9 Ma. Virgin Galactic s VSS Unity plánuje lety pro vesmírnou turistiku „v blízké budoucnosti“.
Čtvrtý poháněný let přišel 13. prosince 2018 kdy byl překročen významný milník – první let lodi od Virgin Galactic do kosmického prostoru. VSS Unity dosáhla výšky 82,7 kilometru a maximální rychlosti Mach 2,9. Členové posádky Mark Stucky a Frederick Sturckow se stali prvními lidmi, kteří z území USA překonali hranici 80 kilometrů od poslední mise amerického raketoplánu v roce 2011. Přestože Kármánova hranice se nachází až ve výšce 100 km, podle americké armády leží hranice vesmíru ve výšce 50 mil ( cca 80 km) nad zemským povrchem.
12. prosince 2020 odstartoval SpaceShipTwo, VSS Unity ze základny Space port America. Po cca 50 minutách letu byl VSS Unity odhozen zpod letounu WhiteKnightTwo. Motor se sice zažehl, ale hořel jen 1 sekundu. Posádka dokázala plachtěním nouzově přistát, a nikomu se nic nestalo.
11. července 2021 loď vynesla šest lidí do výšky přes 86 kilometrů. Posádku tvořili dva piloti a čtyři cestující, všichni zaměstnanci firmy Virgin Galactic. Mezi nimi byl i zakladatel Richard Branson. Nosný letoun s raketoplánem odstartoval z letiště Spaceport America v Novém Mexiku,  kde poté oba samostatně přistály. VSS Unity po oddělení zažehl raketový motor a dosáhl maximální výšky 86,18 km. Poté úspěšně přistál a posádka se zúčastnila slavnostního ceremoniálu.

## Letenky
Virgin Galactic plánuje pro každého turistu třídenní výcvik, jehož součástí samozřejmě bude i lékařská předletová prohlídka. Vzhledem k přetížením při motorovém letu budou muset všichni uchazeči splňovat podmínku dobrého zdraví, vyloučeny by tak například měly být osoby se srdečními chorobami a vysokým krevním tlakem. Se zahájením komerčních letů počítá na rok 2022. Jeden lístek má přijít na cca 250 tisíc dolarů.

## Pokračování
V srpnu 2005 prezident Virgin Galactic uvedl, že bude-li SpaceShipTwo úspěšná, realizuje se program SpaceShipThree, který by umožnil kosmickým turistům kroužit kolem Země na její orbitě.